# Bandiera della Repubblica Democratica del Congo
La bandiera della Repubblica Democratica del Congo è stata adottata nel 2006. Il campo è celeste (blu cielo, come specificato dall'articolo 1 della Costituzione) attraversato da una striscia rossa filettata di giallo, simbolo delle sofferenze patite sotto il colonialismo. Nel cantone è presente una stella gialla a cinque punte (simbolo del concetto di luce della civiltà nelle tenebre africane). 
La bandiera è simile a quelle usate tra il 1966 e il 1971, differendo soltanto per la tonalità più chiara del campo.

## Bandiere storiche

Bandiera dell'Associazione internazionale africana, dello Stato Libero del Congo e poi del Congo Belga (1877-1960)
Bandiera del Congo-Léopoldville (1960-1963), utilizzata anche dal governo rivale della Repubblica libera del Congo (1960-1962)
Bandiera del Congo-Kinshasa (1966-1971)
Bandiera dello Zaire (1971-1997)
Bandiera della Repubblica Democratica del Congo (1997-2003)
Bandiera della Repubblica Democratica del Congo (2003-2006)

## Bandiere storiche degli stati secessionisti

1960-1963 Bandiera dello Stato del Katanga
1960-1962 Bandiera del Sud-Kasai

## Bandiere di gruppi in rivolta

Bandiera del Congresso nazionale per la difesa del popolo, nella regione del Kivu